# Lövestads landskommun
Lövestads landskommun var en tidigare kommun i dåvarande Malmöhus län.

## Administrativ historik
Kommunen bildades i Lövestads socken i Färs härad i Skåne när 1862 års kommunalförordningar trädde i kraft. 
8 maj 1936 inrättades här Lövestads municipalsamhälle.
Vid kommunreformen 1952 uppgick kommunen med municipalsamhället i Östra Färs landskommun som uppgick 1974 i Sjöbo kommun.

## Politik

### Mandatfördelning i Lövestads landskommun 1938-1946
| 7 | 6 | 7 | 5 |

| 25 |

| 7 | 6 | 7 | 5 |

| 25 |

| 7 | 2 | 9 | 5 | 2 |

| 25 |